# Ulf Törneman
Ulf Törneman, född 3 september 1932 i Oscars församling i Stockholm, död 29 juni 2002 i Skillinge i Skåne, var en svensk emaljkonstnär, tecknare och modellbyggare.

## Biografi
Ulf Törneman var son till Algot Törneman och Louise Inga Lill Stenhammar. Han var bror till arkitekten Alvar Törneman samt sonson till Axel Törneman. Morföräldrarna var arkitekten Ernst Stenhammar och skådespelaren Anna Flygare-Stenhammar.
Ulf Törneman hade en roll i filmen Mästerdetektiven Blomkvist 1947. Han studerade vid Konstfackskolan i Stockholm 1948–1950 och för Endre Nemes vid Valands konstskola i Göteborg 1951–1952 samt för Olle Nyman vid Kungliga konsthögskolan i Stockholm 1953–1956. Han genomförde studieresor till bland annat Norge, Tyskland, Paris och Spanien där han vistades några månader i Malaga 1962 och utförde ett flertal målningar i olja med verklighetsskildringar av det spanska folklivet. 
På 1940-talet assisterade han sin far, Egon Møller-Nielsen och Stig Lindberg med deras emaljarbeten på Gustavsbergs porslinsfabrik. Samarbetet med fadern fortsatte även sedan han sina studier vid  konsthögskolan och etablerat en egen firma för modellbyggeri. För Nordiska kompaniet utförde han en serie bordskivor som marknadsfördes under namnet Bubbel.
Bland hans offentliga arbeten märks emaljerade bordsskivor till Englandsbåtarnas terminal i Göteborg och en glasvägg för Svenska ackumulator Jungers huvudkontor i Oskarshamn, en monumental emaljvägg för Handelsbankens kontor i Kalmar, Valands Försäkringsbolag, Salénrederierna, DN och färjorna S/S Bore, M/S Tor Anglia och M/S Tor Britannia. Förutom emalj och etsade glasarbeten består hans konst av oljemålningar, teckningar och presentationsmodeller. 
Han var från 1955 gift med Karin Ester Åberg.